# Fundació Ars
La Fundació Ars, abans coneguda com a Amics de les Arts i de les Lletres de Sabadell (1978 - 1987), i també com Fundació Amics de les Arts i de les Lletres de Sabadell (1987 - 1998), té per objecte social la difusió de la cultura –idees, arts i lletres.
L'any 1999 la fundació va rebre el llegat Fàbregas-Moix de l'escultor Camil Fàbregas, format per la casa i estudi taller de Fàbregas, una bona part de la seva col·lecció d'escultures i pintures, i una col·lecció d'obres de Manolo Hugué i altres artistes catalans. La fundació usà el llegat per iniciar el projecte d'una casa de cultura al centre de Sabadell. La Fundació Ars ha atorgat el Premis Quadern a les persones o entitats que s'hagin destacat en les arts plàstiques, les lletres o la música.
La fundació s'estructura en diversos grups de treball: La revista Quadern de les idees, les arts i les lletres que es publica bimestralment, l'editorial, el Grup d'Arts Plàstiques, que fomenta la realització de treballs de recerca i d'exposicions i el Grup Europa que promou la col·laboració cultural entre les diverses regions europees i la realització de treballs conjunts.

## Quadern de les idees, les arts i les lletres

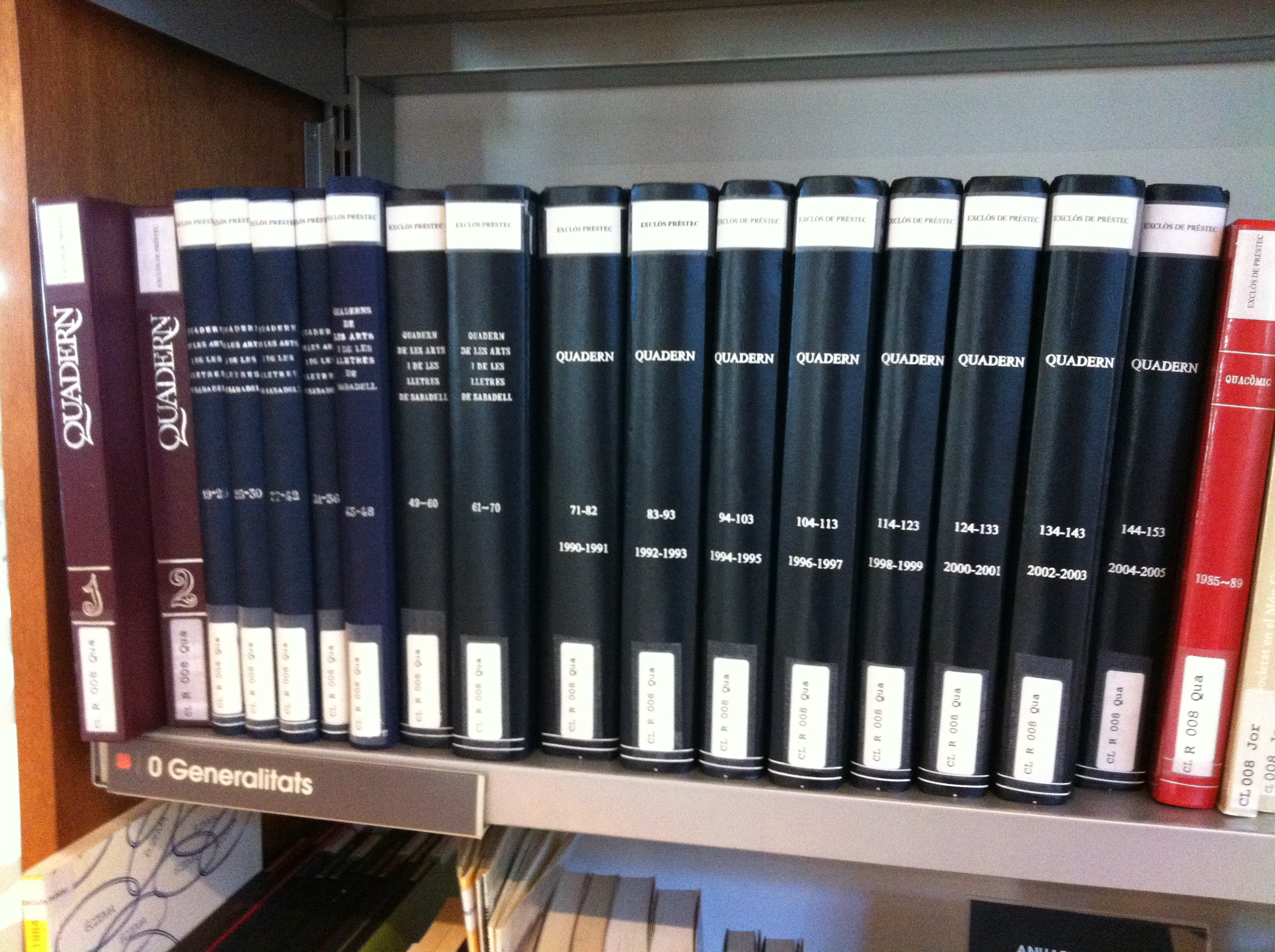
Revista Quadern a la Biblioteca Vapor Badia de Sabadell

Quadern de les idees, les arts i les lletres és una revista de la Fundació Ars bimestral. Va ser fundada l'any 1978 per Joan Cuscó i Aymamí amb el nom de Quadern. Des del número 27 (estiu de 1982) fins al número 57 (estiu de 1987) apareix com a Quadern de les arts i de les lletres de Sabadell. Fins al desembre de 1997 és una revista local, dedicada fonamentalment a les activitats culturals sabadellenques, editada i dirigida pel seu fundador. L'any 1998 passa a ser editada per Manuel Costa Fernández.
Joan Cuscó la dirigeix des del número 1 (1978) fins al 112 (1997). Des del número 113 (1997) fins al 118 (1998) és codirigida per Ana Fernández Álvarez i David Serrano i Blanquer. Des del número 119 (1999) i el número 179 (2011) la dirigeix David Serrano, que va dimitir juntament amb vuit caps de secció per estar en desacord amb l'editor. Conté articles generals sobre idees, arts i lletres sense limitació geogràfica o cultural, firmats per sabadellencs o per persones vinculades a Sabadell, articles específics sobre Sabadell i el Vallès, d'interès exclusivament local o comarcal i treballs de recerca sobre la recuperació de la memòria històrica produïts pel CILEC (Centre d'Investigació de la Literatura Europea Concentracionària). El 2009 Quadern fou admès a Dialnet. El juny de 2015 van presentar el seu número 200.

## Fundació Tabal
La Fundació Tabal (Sabadell, 1995 - 2002) fou una fundació privada creada per a promoure la difusió de la filosofia i de la música. La fundació, per mitjà dels deixebles ja graduats, continuà desenvolupant l'ensenyament del piano dins de la línia de l'escola d'Enric Granados-Frank Marshall. L'any 2002 per iniciativa de Manuel Costa Fernández, amb el suport de tot el patronat, la fundació fou absorbida per la Fundació Ars, per tal de reforçar el compliment dels objectes socials d'ambdues.

## Editorial
L'editorial compta amb diverses col·leccions: Biblioteca Quadern, Imatge i Paraula, Grafia, Persones i Quaderns del CILEC. Alguns dels llibres editats són:
- David Serrano i Blanquer. L'hora blanca. L'Holocaust i Joaquim Amat-Piniella. Fundació Ars. Biblioteca Quadern, 43. Sabadell. 2004. Pròleg de Jaime Vándor (Universitat de Barcelona). Premi d'assaig Antoni Esteve de l'Òmnium Cultural. Premi Recerca de la Institució de les Lletres Catalanes.
- José Ángel Etxaniz Ortuñez, Vicente del Palacio Sánchez, David Serrano i Blanquer. Morir a Euskadi.1938-1940. Catalans a Gernika-Lumo.Fundació Ars. Els papers del Cilec, 1. Sabadell. 2006.
- David Serrano Blanquer, Florian Bauer, François Bocholier, Geneviève Dreyfus-Armand, Robert Kleindienst, Judith Moser-Kroiss, Andreas Schmoller.Dictionnaire Critique de la littérature européenne des camps de concentration et d'extermination nazis. Fundació Ars. Sabadell. 2007. Aquest llibre és el resultat d'un treball de dos anys, dirigit per David Serrano, director del CILEC i amb la col·laboració de la Bibliothèque de Documentation Internationale Contemporaine -BDIC - (Paris) i el grup de treball KZ – Memoria scripta[14] de la Universitat de Salzburg.[15]
- Cent anys de sardanes a Sabadell, escrit per Jaume Nonell i Lluís Subirana[4]